# Villersexel
Villersexel là một xã trong vùng Bourgogne-Franche-Comté, thuộc tỉnh Haute-Saône, quận Lure, tổng Villersexel. Tọa độ địa lý của xã là 47° 33' vĩ độ bắc, 06° 26' kinh độ đông. Villersexel nằm trên độ cao trung bình là 278 mét trên mực nước biển, có điểm thấp nhất là 257 mét và điểm cao nhất là 318 mét. Xã có diện tích 13.19 km², dân số vào thời điểm 1999 là 1444 người; mật độ dân số là 109 người/km².

## Thông tin nhân khẩu
| 1962 | 1968 | 1975 | 1982 | 1990 | 1999 |
| ---- | ---- | ---- | ---- | ---- | ---- |
| 1124 | 1191 | 1326 | 1516 | 1460 | 1444 |

## Địa điểm tham quan
- Nhà thờ Saint-Nicolas (được tái xây dựng giữa 1755 và 1758)
- Lâu đài Grammont (Château des Grammont) (tái xây dựng năm 1882, ngày nay là khách sạn)